# موست
موست (بالإنجليزية: Most (Most District))‏ هي municipality of the Czech Republic، municipality with town privileges و statutory city تقع في التشيك في إقليم أوستي ناد لابم. يقدر عدد سكانها بـ 67,189 نسمة .

## المدن التوأمة
مدن لاهتي و بوخارست هي مدن توأمة لـموست.

## أعلام
- بيفل روزا
- يان ريزيك
- بافيل تشالوبكا
- إدوارد كيلي
- ليبور بيميك
- إيفيتا بينيسوفا